# 三江购物俱乐部
三江购物俱乐部股份有限公司（三江购物，上交所：601116）是中国浙江省宁波市一家本土连锁超市，创办于1995年，2011年3月2日在上海证券交易所挂牌上市。
三江购物俱乐部位列中国连锁经营协会发布的“2011年中国连锁百强”榜单第63位，“2011年中国快速消费品连锁百强”榜单第28位，年销售额57.2亿元，为宁波最大的本土连锁超市。
2016年11月18日阿里巴巴子公司杭州阿里巴巴澤泰信息技術有限公司通過協議受讓、認購定向增發股票及可交換債等方式，斥資21.5億人民幣收購浙江三江購物俱樂部32%股權，成為戰略投資者。